# Yoritsune Matsudaira
Yoritsune Matsudaira (松平 頼則, Matsudaira Yoritsune, parfois romanisé Matsudaïra), né le 5 mai 1907 à Tokyo et mort le 25 octobre 2001, est un compositeur japonais de musique classique contemporaine.

## Biographie
Il descend du clan Matsudaira, lui-même relié au clan Tokugawa qui dirigea le Japon. Il a étudié la musique en privé avec Kösuke Komatsu. Il a travaillé avec Alexandre Tchérepnine (1935). Son style est influencé par la musique gagaku. Son fils aîné, Yoriaki, est également compositeur.

## Œuvres

### Opéras
- Genji-Monogatari Le Dit du Genji (1990–93)
- Uji-jujo [The ten Chapters of Uji] (1998)

### Orchestral
- Pastorale (1935)
- Tema e variazioni sul tema di Etenraku per pianoforte e orchestra (1951)
- Figures sonores (1956)
- U-mai (1957)
- Sa-mai (1958)
- Suite di danze nelle stile dell'antico bugaku giapponese (1959)
- Sinfonietta (1961)
- Bugaku per orchestra da camera (1962)
- Tre movimenti per pianoforte e orchestra (1962)
- Danza rituale e finale (1963)
- Concerto per pianoforte e orchestra (1964)
- Concerto da camera per clavicembalo, arpa e strumenti (1964)
- Prelude (1965–66)
- Dialogo coreografico (1966)
- Mouvements circulatoires (1971)
- Portrait C per orchestra da camera (1977)
- Concerto per pianoforte e orchestra n. 2 (1979–80)
- Concertino per pianoforte e orchestra (1988)
- Concerto per pianoforte e orchestra n. 3 (2001)

### Chambre/Instrumental
- Souvenirs d'enfance pour piano (1928–30)
- Prélude en ré pour piano (1934)
- Sonatine pour flûte et piano (1940)
- Prélude en sol pour piano (1940)
- Sonatine pour flûte et clarinet (1940)
- Sonata per violoncello e pianoforte (1942)
- Six danses rustiques pour piano (1939–45)
- Sonatine pour piano (1948)
- Sonata per violino e pianoforte (1948)
- Pianoforte trio per pianoforte, violino e violoncello (1948)
- Sonata per pianoforte (1949)
- Quartetto d'archi n. 1 (1949)
- Quartetto d'archi n. 2 (1951)
- Somaksah per flauto solo (1961)
- Serenata per flauto e strumenti (1962)
- Portrait per due pianoforti (1968)
- Dodici pezzi facile per pianoforte (1968–69)
- Portrait B per due pianoforti e due percussionisti (1969)
- Pièces de piano pour les enfants par les chansons des enfants et populaires (1969)
- Pièces de piano pour les enfants par les chansons de enfants (1970)
- Etudes pour piano d'apres modes japonais (1970)
- Le beau Japon pour piano (1970)
- Somaksah per arpa o pianoforte (1970)
- Somaksah per oboe (1970)
- Somaksah per percussione (1970)
- Sonatine pour guitare (197?)
- 6 Préludes pour piano en forme de thème et variations (1975)
- Concerto per gagaku (1975)
- 6 diapason per pianoforte e arpa (1978)
- Rapsodia per 10 strumenti (1983)
- Tema e variazioni sul tema di Etenraku per pianoforte (1983)

### Vocal
- Chansons populaires de Nanbu I (1928–30)
- Chansons populaires de Nanbu II (1938)
- Metamorfosi per soprano e strumenti (1953)
- Koromogae per voce e strumenti (1954)
- Katsura pour chant avec flûte, clavecin, harpe, guitar et percussions (1959)
- Roei jisei per voce e strumenti (1966)
- 3 Airs du Genji-Monogatari (1990)
- 3 Airs du Genji-Monogatari No.2 (1992)
- Ka-ryo-bin per soprano e orchestra (1996)